# 貿易の利益
貿易の利益（ぼうえきのりえき、英: Gains from trade）とは、国際貿易がもたらす利益のこと。様々な貿易の利益がある。

## 概要
貿易の利益として以下のものが挙げられる 。

### 価格の低下
貿易を開始することで相手国から輸入財を低価格で購入できるようになる利益がある。また、貿易による競争促進効果（英: The pro-competitive effect of trade）でマークアップが低下し、価格が低下するメカニズムもある。
関税の低下も輸入財の価格を低下させ、消費者余剰が増大させる利益もある。国の需要と供給が国際価格に影響しない小国の場合は、関税を取り払うことで必ず厚生水準が改善するが、交易条件効果のある大国のケースでは正の最適関税が存在し、関税を低下させることで厚生が改善しないこともある 。

### 伝統的貿易理論
リカードモデルやヘクシャー＝オリーン・モデルが示唆するような比較優位産業に特化することによって生じるマクロ生産性改善の利益がある。国際貿易によって国が比較優位のある産業に特化し、比較劣位産業の財を安く輸入できることから交易条件が改善し、無差別曲線が右上にシフトする。そして、消費者の効用水準が上昇することから貿易の利益が生じる。デヴィッド・リカードは、比較優位の原理を説明し、貿易の利益の解析的な説明を行っている。ポール・サミュエルソンの1939年と1962年の論文において、貿易の利益がもたらされる厳密な理論的な条件が明らかにされた。アロードブリューモデルにおいて開放経済に移行することで誰の効用も低下しない条件の導出は1972年のマレー・ケンプの論文でなされた

### 新貿易理論
新貿易理論と呼ばれるポール・クルーグマンの独占的競争市場の貿易理論は、伝統的貿易モデルにはない新しい貿易の利益の源泉を示唆する。企業が生産する際に固定費用を支払うことから、貿易によって生産量が増大すると平均費用が低下し、それによって企業に利益がもたらされるという貿易の利益も議論された。しかし、参入・退出が自由なモデルでは企業の利潤が常にゼロになるように企業数が調整されるため、貿易が開始されても企業の利潤が増加することはない。また、独占的競争市場の理論では、消費者の選好がCES型効用関数で記述され、消費できる財のバラエティが増加すると効用が上昇するように仮定されている（ラブ・オブ・バラエティ, 英: Love of variety）。このことから、国際貿易が開始されて外国の財バラエティが輸入されると消費者の効用水準が上昇する。実際、輸入財バラエティの増加でアメリカの消費者が利益を得ていることがデータを用いて示されている。

### 新々貿易理論
新々貿易理論と呼ばれるマーク・メリッツの異質的企業の貿易理論が示唆するような産業内・企業間の資源再配分による生産性の利益もある。国際貿易によって生産性の低い企業から生産性の高い企業に資源が再配分されることによる産業の平均生産性の上昇を新しい貿易の利益として強調している。国際貿易が起こって国内市場で競争の程度が激しくなると生産性の低い企業が市場から退出する。一方で、生産性の高い企業は輸出を開始するので資源をより多く必要とするようになる。このように、生産性の低い企業が退出、生産性の高い企業の利潤が増大することで、収入ベースで測った産業の平均生産性が上昇する。ダニエル・トレフラーはカナダのデータからこの理論的予測と整合的な実証的事実を得ている。

## 計測
学術研究では自然実験を利用した計測値と、理論モデルにデータをあてはめて計測した計測値がある。理論モデルに基づいた計測について、イェール大学のコスタス・アルコラキスらは、同質的企業の独占的競争市場の貿易モデルでは以下の式で貿易の利益を表現できることを示した。
貿易の利益  {\displaystyle =\left({\frac {\lambda ^{\prime }}{\lambda }}\right)^{-1/(\sigma -1)}}
ただし、{\displaystyle \lambda }と{\displaystyle \lambda ^{\prime }}はそれぞれ貿易自由化前と貿易自由化後の自国市場産の財への支出比率、{\displaystyle \sigma >1}は代替の弾力性である。例えば、貿易自由化前が完全な閉鎖経済であれば{\displaystyle \lambda =1}であり、貿易自由化によって開放経済に移行して支出の30 %が輸入財に、残りの70 %が国内財に支出されるようになったとすると{\displaystyle \lambda ^{\prime }=0.7}となる。代替の弾力性が仮に６であれば、貿易の利益は{\displaystyle \left(0.7/1\right)^{-1/(6-1)}=1.074}となり、貿易の利益は7.4 %となる。代替の弾力性が大きいとバラエティが同質的であるということであり、{\displaystyle \lambda }と{\displaystyle \lambda ^{\prime }}が所与の下で{\displaystyle \sigma }が大きくなると貿易の利益が小さくなるという理論的結果と整合的である。さらに、アルコラキスらは異質的企業の貿易モデルの下では貿易の利益は
貿易の利益  {\displaystyle =\left({\frac {\lambda ^{\prime }}{\lambda }}\right)^{-1/\theta }}
のように書けることを示した。{\displaystyle \theta }は企業の生産性の分布を決定するパレート分布関数のパラメーターである。イートン・コータムの多国リカードモデルでもやはり同様の式で貿易の利益が書けることが同研究者らによって示されており、ただしその場合は{\displaystyle \theta }は国の生産性の分布を決定するフレシェ分布関数のパラメーターとなる。
また、可変マークアップのモデルと固定マークアップのモデルでは、価格の低下を通じた貿易の競争促進効果が内在されている可変マークアップのモデルの方が貿易の利益が大きくなるように直感的には思える。しかし、理論研究によって、可変マークアップのモデルから示唆される貿易の利益は、固定マークアップのモデルから示唆される貿易の利益よりと同等か、それよりも小さいことが明らかにされた。この事実について、カリフォルニア大学デービス校のロバート・フィーンストラは企業の生産性の分布を決定するパレート分布関数に上限を設定することで、異質的企業の貿易モデルでもバラエティ増加による利益とマークアップ低下を通じた競争促進効果による利益の経路が機能することを理論的に示している。